# Sphaerolaimus lodosus
Sphaerolaimus lodosus är en rundmaskart som beskrevs av Gerlach 1956. Sphaerolaimus lodosus ingår i släktet Sphaerolaimus och familjen Sphaerolaimidae. Inga underarter finns listade i Catalogue of Life.